# بيتر مور (كاتب)
بيتر مور (بالإنجليزية: Peter Moore)‏ هو كاتب ومؤلف أسترالي، ولد في 18 يوليو 1962 في سيدني في أستراليا.